# Partido da Terra (Galiza)
O Partido da Terra (PT) é um partido político da Galiza, fundado em 2011 sob os princípios da democracia direta, a ecologia social e a defesa da unidade linguística galego-portuguesa ou reintegracionismo. Nas eleições ao Parlamento da Comunidade Autónoma da Galiza de outubro de 2012 o PT obteve 3.131 votos (0,22%), ficando como sétima força extraparlamentar (segunda entre os votos emitidos nos círculos no exterior) de um total de 26 candidaturas apresentadas. Nas eleições ao Parlamento Europeu de 2014, obteve 9.940 votos na circunscrição eleitoral única do Estado espanhol. Nas eleições municipais de maio de 2015 apresentou candidatura própria só no concelho de Lousame, alcançando 12,38% dos votos e um vereador. Nas Eleições gerais na Espanha em 2015 as suas candidaturas nas quatro circunscrições galegas obtiveram 3.026 votos ao Congresso dos Deputados e 10.128 votos ao Senado (dos quais 7.083 se correspondem com os votos da candidata mais votada em cada circunscrição).